# Dualité (théorie des catégories)
Pour les articles homonymes, voir Dualité et Dualité (mathématiques).
En théorie des catégories, la dualité est une correspondance entre les propriétés d'une catégorie et les propriétés duales de sa catégorie opposée.
Étant donné un énoncé {\displaystyle A} concernant une catégorie {\displaystyle C}, on obtient l'énoncé dual de {\displaystyle A} et noté {\displaystyle A^{op}}, qui porte alors sur la catégorie duale {\displaystyle C^{op}}, en interchangeant la source et la cible de chaque morphisme ainsi qu'en interchangeant l'ordre de composition de deux morphismes. Le principe de dualité est l'affirmation selon laquelle la valeur de vérité du nouvel énoncé est la même que celle de l'énoncé initial. En d’autres termes, {\displaystyle A} est vraie dans {\displaystyle C} si et seulement si {\displaystyle A^{op}} est vraie dans {\displaystyle C^{op}}.
Une autre catégorie {\displaystyle D} est également dite en dualité avec {\displaystyle C}, si {\displaystyle D} et {\displaystyle C^{op}} sont équivalentes en tant que catégories.
Dans le cas où {\displaystyle C} et sa duale {\displaystyle C^{op}} sont équivalentes, {\displaystyle C} est dite auto-duale.

## Définition formelle
Le langage élémentaire de la théorie des catégories se définit comme un langage de premier ordre de deux sortes, les objets et les morphismes.
Le langage contient aussi les symboles {\displaystyle \to }, qui désigne la relation de la source (à gauche de la flèche) et de la cible (à droite) d'un morphisme, et {\displaystyle \circ } désignant la composition pour les morphismes.
Soit {\displaystyle \sigma } une affirmation quelconque exprimée dans ce langage, on forme le dual {\displaystyle \sigma ^{op}} comme suit :
1. Échanger les sources et les cibles. Par exemple, on écrira {\displaystyle f^{op}\colon B\to A} si {\displaystyle \sigma } contient {\displaystyle f\colon A\to B}.
2. Intervertir les morphismes dans une composition. Par exemple, si {\displaystyle \sigma } contient {\displaystyle g\circ f}, on écrira plutôt {\displaystyle f^{op}\circ g^{op}}[note 1]

De manière informelle, cela revient à dire que pour transformer un énoncé en son dual, il suffit d'inverser le sens des flèches et les compositions dans celui ci.
Le principe de dualité est l'observation que {\displaystyle \sigma } est vraie dans {\displaystyle C} si et seulement si {\displaystyle \sigma ^{op}} est vraie dans {\displaystyle C^{op}},.

## Exemples

### Monorphisme et épimorphisme
On se munit d'une catégorie {\displaystyle C} et d'un morphisme {\displaystyle f} de {\displaystyle C} :
Notons {\displaystyle \sigma } l'énoncé suivant : {\displaystyle \forall g,h\in Hom(C),(f\circ g=f\circ h\Longrightarrow g=h)}. L'énoncé {\displaystyle \sigma } désigne en fait l'énoncé « {\displaystyle f} est un monomorphisme ».
Alors, l'énoncé {\displaystyle \sigma ^{op}} s'écrit : {\displaystyle \forall g,h\in Hom(C),(g\circ f^{op}=h\circ f^{op}\Longrightarrow g=h)}. L'énoncé {\displaystyle \sigma ^{op}} désigne en fait l'énoncé « {\displaystyle f^{op}} est un épimorphisme ».
On dit que les notions de monomorphisme et d'épimorphisme sont duales.
En appliquant le principe de dualité, on constate que  {\displaystyle f} est un monomorphisme de {\displaystyle C} si et seulement si son morphisme dual {\displaystyle f^{op}} est un épimorphisme de {\displaystyle C^{op}}.

### Relation d'ordre
Pour un ensemble ordonné {\displaystyle (X,\leqslant )} donné, on considère la catégorie {\displaystyle C_{X,\leqslant }} dont l'ensemble des objets est {\displaystyle X}, et pour tous {\displaystyle x,y\in X}, {\displaystyle Hom(x,y)} contient un unique élément si {\displaystyle x\leqslant y}, et aucun sinon.
Un autre exemple est celui de l'inversion des inégalités d'un ordre. Si {\displaystyle X} est un ensemble et {\displaystyle \leqslant } une relation d'ordre sur {\displaystyle X}, on peut définir une nouvelle relation {\displaystyle \preccurlyeq } par :
{\displaystyle \forall x,y\in X,(x\preccurlyeq y\Longleftrightarrow y\leqslant x)}
Alors, {\displaystyle C_{X,\leqslant }} est le dual de {\displaystyle C_{X,\preccurlyeq }}. On en déduit donc, par principe de dualité, que {\displaystyle \preccurlyeq } est un ordre sur {\displaystyle X} si et seulement si {\displaystyle \leqslant } en est un.

### Autres
- La limite est une notion duale de la colimite.
- La fibration est duale de la cofibration en topologie algébrique et en théorie de l'homotopie. Dans ce contexte, la dualité est souvent appelée dualité d'Eckmann-Hilton.